# جبريل جيرارد (لغوي)
جبريل جيرارد (بالفرنسية: Gabriel Girard)‏ هو باحث في الرومانسية وقسيس فرنسي، ولد في 1677 في Montferrand (district of Clermont-Ferrand) ‏ في فرنسا، وتوفي بنفس المكان في 4 فبراير 1748.